# Statz von Segraedt († um 1441)
Statz von Segraedt (Statz = Eustachius; Familienname in manchen Quellen auch Segroide bzw. Segraide geschrieben; * 14. Jahrhundert in Aachen; † um 1441 ebenda) war Schöffe und Bürgermeister der Reichsstadt Aachen.

## Leben und Wirken
Der Sohn des Ritters Statz von Segraedt und der Barbara von Moirsheim gehörte der Bockzunft an, der Gesellschaft der Patrizier, in der sich auch die Gelehrten, Ärzte, Juristen, Kaufleute und Beamte organisiert hatten. Im Jahre 1410 wurde er in das Schöffenkollegium aufgenommen und gehörte ab 1432 auch dem Stadtrat an. In den Jahren 1418, 1437 und 1440 wurde von Segraedt schließlich zum Bürgermeister der Freien Reichsstadt Aachen gewählt.
Statz von Segraedt war verheiratet mit Titzel von Hochkirchen, Tochter des älteren Schöffen Gottschalk von Hochkirchen, Herrn zu Berensberg. Mit ihr hatte er mehrere Kinder, darunter die späteren Schöffen und Bürgermeister Statz, junior, Peter und Gottschalk von Segraedt sowie die Tochter Else, die den Bürgermeister Fetschin Colyn heiratete. Nach dem Tod seines Schwiegervaters erbte Statz von Segraedt die Ländereien zu Berensberg. Statz von Segraedt war der Besitzer der bereits 1390 erwähnten Segraedtsmühle, der späteren Plattenbauchmühle am Johannisbach in Aachen. Sie lag am Rand des Carlsweihers auf dem Gelände der späteren Tuchfabrik van Houtem zwischen Karlsgraben und Lochnerstraße und wurde bis 1817 für die dortige Walkmühle und Färberei genutzt. Nach seinem Tod erhielt diese sein Sohn Statz, junior. Er selbst fand seine letzte Ruhestätte in der Kirche St. Paul des Dominikanerklosters Aachen.